# Coming Out (film, 1989)
Pour les articles homonymes, voir Coming out (homonymie).
Pour plus de détails, voir Fiche technique et Distribution.
Coming Out est un film est-allemand, réalisé par Heiner Carow, sorti en 1989.
Tourné au cours de l'année 1989 en République démocratique allemande, il est sorti à Berlin le lendemain de la chute du mur (le 10 novembre 1989).

## Synopsis
Alors que se déroulent les festivités des 40 ans de la RDA, un jeune homme amené aux urgences subit un lavage d'estomac. Il a tenté de se suicider. Une infirmière lui demande pourquoi.
Philipp est un tout jeune professeur de lycée. Il connaît encore mal son établissement, mais un soir, il voit sa collègue Tanja dans un bar. Ils sympathisent et elle l'invite chez elle. Ils commencent à sortir ensemble et Philipp s'installe chez Tanja. Leur idylle naissante semble sans nuage jusqu'au jour où Philipp découvre que Tanja a pour ami un certain Jakob. Il devient alors inexplicablement nerveux. Philipp finit par aller chez Jakob, qui vit avec un autre homme, pour lui demander de ne pas parler de la relation qu'ils ont eue lorsqu'ils étaient au lycée.
Un soir, alors qu'il cherche à acheter des cigarettes, Philipp entre sans le vouloir dans un bar gay. Il se laisse inviter à boire quelques verres, jusqu'à ce qu'ivre mort, il soit ramené chez lui par un vieil homme et le jeune Matthias (qui se révèle être le jeune homme de la séquence d'ouverture). Le lendemain, Philipp ne sait pas comment il est arrivé là, jusqu'à ce qu'il recroise Matthias, qui lui rappelle cette soirée. Ils discutent longuement et Matthias l'invite à son anniversaire. Philipp est alors tiraillé entre son attirance pour le jeune homme et l'histoire qu'il a commencée avec Tanja.

## Fiche technique
- Scénario : Wolfram Witt
- Photographie : Martin Schlesinger
- Montage : Evelyn Carow
- Musique : Stefan Carow
- Durée : 113 minutes
- Couleurs
- Distribution : Deutsche Film AG
- Sortie : 10 novembre 1989

## Distribution
- Matthias Freihof : Philipp
- Dagmar Manzel : Tanja
- Dirk Kummer : Matthias
- Michael Gwisdek : Achim
- Axel Wandtke : Jakob
- Thomas Gumpert : Larry
- Werner Dissel : un vieil homme
- Pierre Sanoussi-Bliss

## Récompenses et distinctions
- 1990 : Ours d'argent de la meilleure contribution artistique au Festival du Film de Berlin
- 1990 : Teddy Award du meilleur film.